# Palma el Vell

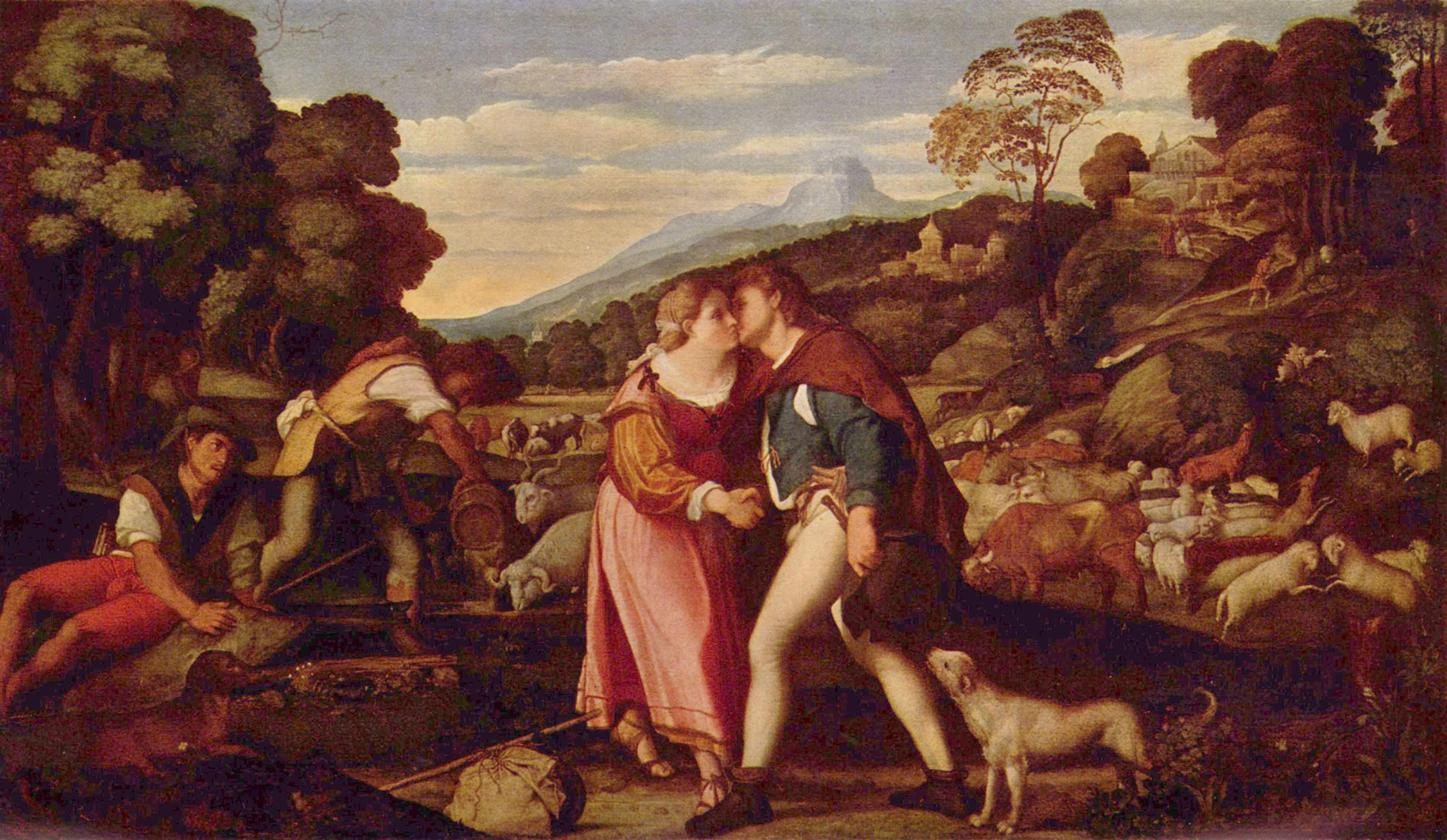
Trobada d'Isaac i Rebeca (1520-1525), oli 146,5 x 250,5, Dresden, Gemäldegalerie

Palma el Vell (Serina, 1480 - Venècia, 1528) va ser un pintor italià de Renaixement. El seu nom vertader era Jacopo Negretti o Jacopo Palma o Jacopo Nigretti, de vegades traduït com a Giacomo o acoblat al seu segon nom: Antonio. Vasari l'anomenà Il Palma.
Va ser un pintor molt respectat a l'època, segons ho confirmen algunes dades: en primer lloc, només en resta una obra signada, una Mare de Déu conservada a Berlín, cosa que fa suposar que la seua obra fóra més que coneguda; en segon lloc, Vasari l'omple de lloances arribant a dir que «Lionardo da Vinci i Michelagnolo Buonarroti no haurien treballat de manera diferent a ell».
Probablement va romandre poc a Serina i se'n va anar a la capital, Venècia, que a l'època representava el centre artístic i econòmic de la Itàlia septentrional. El primer testimoni de la seua presència a Venècia data de l'any 1510: una compareixença com a testimoni en un acte notarial.
Amic i rival de Lorenzo Lotto, va buscar la complaença de mecenes adinerats que li pogueren permetre obtenir uns bons ingressos i produir una gran quantitat de pintures, moltes de les quals probablement no li han estat atribuïdes (per exemple, Vasari en cita dues obres i parla d'una obra mestra atribuïda actualment i habitualment a Giorgione, mentre Cavalcaselle, Longhi, Milanesi i d'altres l'atribueixen a Palma el Vell).
La seua manera de pintar, la va aprendre en primer lloc d'Andrea Previtali (bergamasc com ell) i de Giovanni Bellini i després de Giorgione (Argan també hi apunta la influència de Vittore Carpaccio). Va freqüentar Ticià, que es va enamorar de la seua filla Violante, i va treballar contínuament per als encàrrecs que mai no li van faltar.

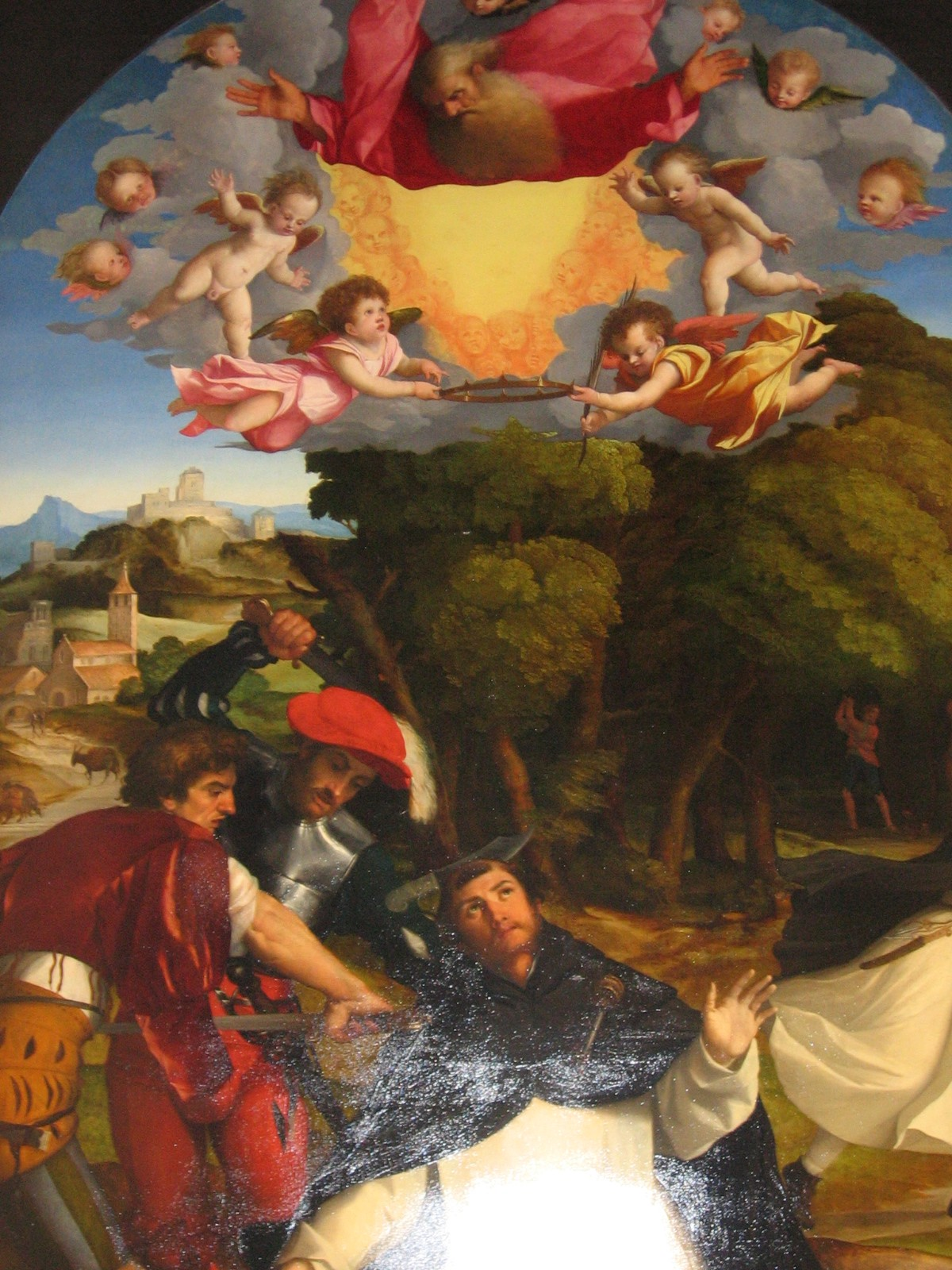
El martiri de sant Pere (Alzano Lombardo, Bèrgam)

Va conrear els temes mitològics, els temes religiosos i els retrats. A la seua època juvenil pertanyen les pintures de tema mitològic, mentre que després va centrar-se en temes sagrats, siga amb retaules o amb les famoses Converses Sagrades.
Les Converses Sagrades (Sacre Conversazioni) eren encarregades per particulars i per institucions religioses, i això es fa palès en les mateixes obres: quan la comanda era d'un prior o d'un bisbe, Palma pintava de manera més netament veneciana, amb un típic fons bellinià i la preeminència de la Sagrada Família, mentre que si la comanda era privada l'obra pretenia donar accés a la divinitat, la intimitat amb allò diví, amb una linealitat dels contorns i un verisme més pròxims a l'estil de Lotto.
Al Museu de Capodimonte (Nàpols), es conserva una Conversa Sagrada que no sols acosta els plans entre la Sagrada Família i la persona que va fer l'encàrrec, sinó que a més tots els personatges, excepte la Mare de Déu, criden l'atenció de l'espectador vers aquest, amb la benedicció de l'infant Jesús.
L'Assumpció de la Mare de Déu que es troba a les Gallerie dell'Accademia de Venècia és una obra admirable per la serenitat de totes les figures i per l'atmosfera, banyada per una llum daurada que reviscola amb l'intens roig dels vestits d'alguns dels personatges, represa alguns anys després per Ticià, amb altra intenció i amb un moviment completament diferent.